# 리치먼드 백작 아토이스의 로버트 3세

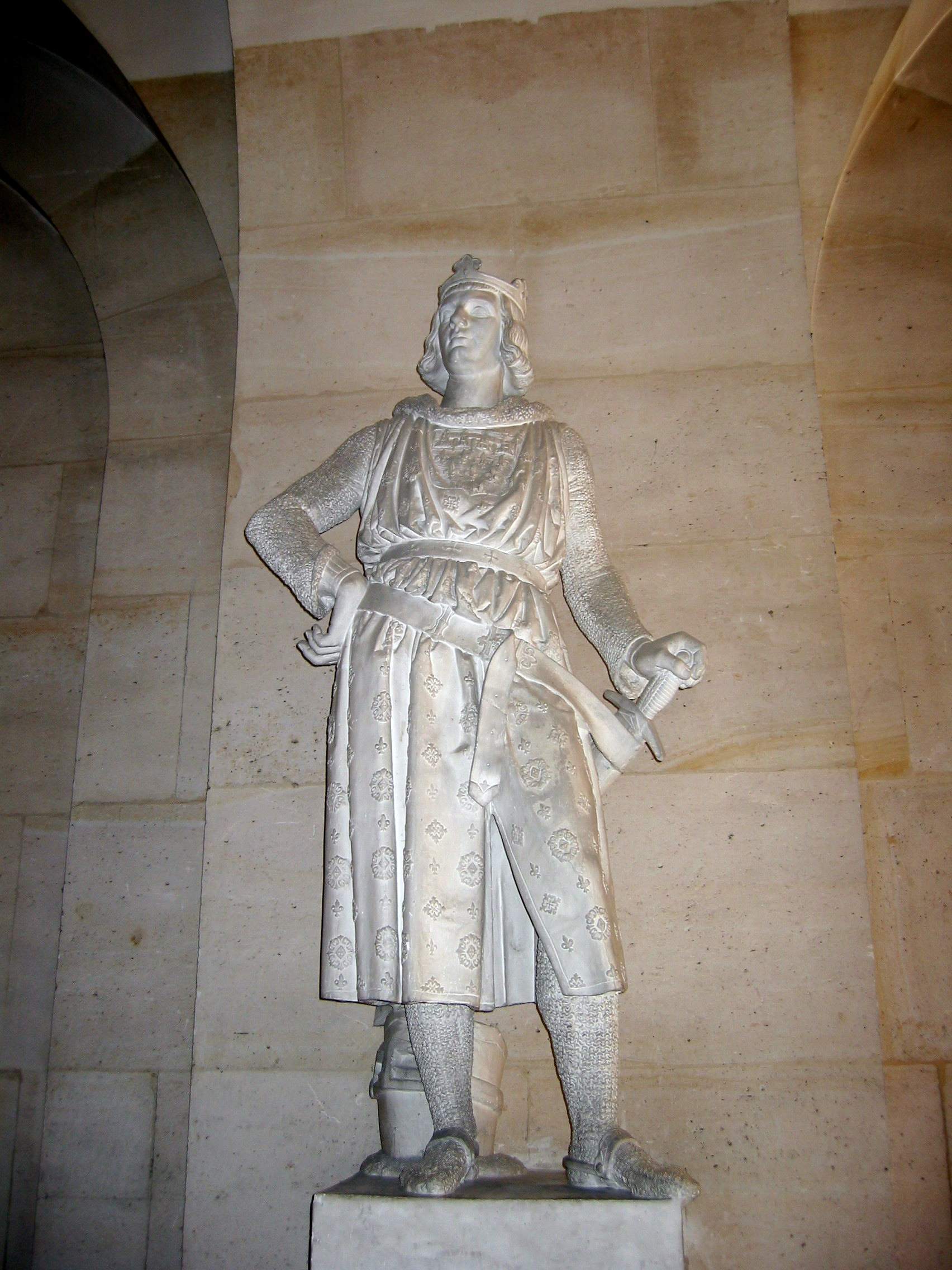
베르사유궁에 위치한 로베르 3세 다르투아의 석상

아르투아가의 문장

리치먼드 백작 아토이스의 로버트 3세(Earl of Richmond, Robert III of Artois)는 아르투아가 출신 잉글랜드 영지 리치먼드 백작이다. 필리프 다르투아(Philippe d'Artois)의 아들이며 아르투아 백작 로베르 2세의 손자이자 아르투아 선량백 로베르(루이 8세의 아들)의 증손이다. 로베르 3세 다르투아(Robert III d'Artois)로도 불린다. 아들은 장, 샤를 등이 있다.